# Kalleh Mazandaran Volleyball Club
Il Kalleh Mazandaran Volleyball Club è una società pallavolistica iraniana con sede ad Amol. Fa parte della polisportiva Kalleh Sport Club ed è controllata dalla società Kalleh, del gruppo Solico.

## Palmarès
- Campionato iraniano: 2
- AVC Club maschile: 1

## Squadra 2013-14
| #  | Nome                 | Ruolo                  | Naz.        |
| -- | -------------------- | ---------------------- | ----------- |
| 1  | Afshin Fattah        | Palleggiatore          | Iran        |
| 2  | Milad Ebadipour      | Schiacciatore-opposto  | Iran        |
| 3  | Nico Freriks         | Palleggiatore          | Paesi Bassi |
| 4  | Alireza Jadidi       | Centrale               | Iran        |
| 5  | Vali Alipour         | Centrale               | Iran        |
| 6  | Ali Shafiee          | Centrale               | Iran        |
| 7  | Hamzeh Zarini        | Schiacciatore-opposto  | Iran        |
| 8  | Farhad Zarif         | Libero                 | Iran        |
| 9  | Adel Gholami         | Centrale               | Iran        |
| 10 | Fakhruddin Razavi    | Schiacciatore          | Iran        |
| 11 | Ali Sajjadi          | Schiacciatore-opposto  | Iran        |
| 12 | Hamid Dehghan        | Schiacciatore-laterale | Iran        |
| 13 | Abolfazl Gholipour   | Libero                 | Iran        |
| 14 | Rafe Tabari          | Libero                 | Iran        |
| 17 | Reza Ghara           | Schiacciatore-laterale | Iran        |
| 18 | Saber Nariman Nezhad | Palleggiatore          | Iran        |

## Gli stranieri
- Rodrigo Quiroga
- Smilen Mljakov
- Stanislav Petkov
- Krasimir Gajdarski
- Sanjay kumar
- Vlado Petković
- Nico Freriks